# 荒卷大輔
荒卷大輔（日语：／）是由士郎正宗所創作的漫畫《攻殼機動隊》及其衍生的系列動畫與電影的登場角色。

## 聲優與演員
- 大木民夫[1] - 《攻殼機動隊Ghost in the Shell》（1995年）、攻殼機動隊2 INNOCENCE（2004年）、攻殻機動隊2.0（2008年）
- 伊藤惣一 - 『攻殻機動隊 GHOST IN THE SHELL』（PlayStation遊戲）（1997年）
- 阪脩 - 《S.A.C》（2002年 - 2003年）、《S.A.C. 2nd GIG》（2004年 - 2005年）、《S.A.C. Solid State Society》（2006年）、《攻殼機動隊：SAC_2045》（2020年）
- 塾一久[2] - 《攻殼機動隊 ARISE》（2014年 - ）
- 北野武 - 『ゴースト・イン・ザ・シェル』（真人版電影）（2017年）
- 曽世海司 - 攻殼機動隊：SAC_2045（動作替身）（2020年）

## 人物
荒卷大輔是內務省公安九課的部長(在公安九課設前隸屬於公安部)，在S.A.C系列中是公安九課課長。曾在陸上自衛隊的情報部門服役，現在在自衛隊中仍然有很強的人脈。是有“赤鬼一等陸佐”綽號的殿田大佐的愛徒，和久保田與辻崎英雄被合稱“殿田塾三羽烏”。與陀古薩一樣，沒有進行義體化；在原作和S.A.C.中有進行電子腦化，在劇場版則沒有，但在攻殼機動隊2 INNOCENCE中有使用電子腦的場景出現。
擁有出色的政治手腕和寬廣的人脈，能迅速處理複雜而棘手的政治與刑事案件。由於曾在陸上自衛隊的情報部門服役，因此具有豐富的軍事知識和指揮能力，平時較常扮演軍師的角色在幕後指揮公安九課的行動，但有時也會親上前線。很受九課程原們的信賴與尊敬，常被稱呼為“猴子”或者“猴子老爹”。